# Necydalis araii
Necydalis araii là một loài bọ cánh cứng trong họ Cerambycidae.